# Zhu Fan Zhi

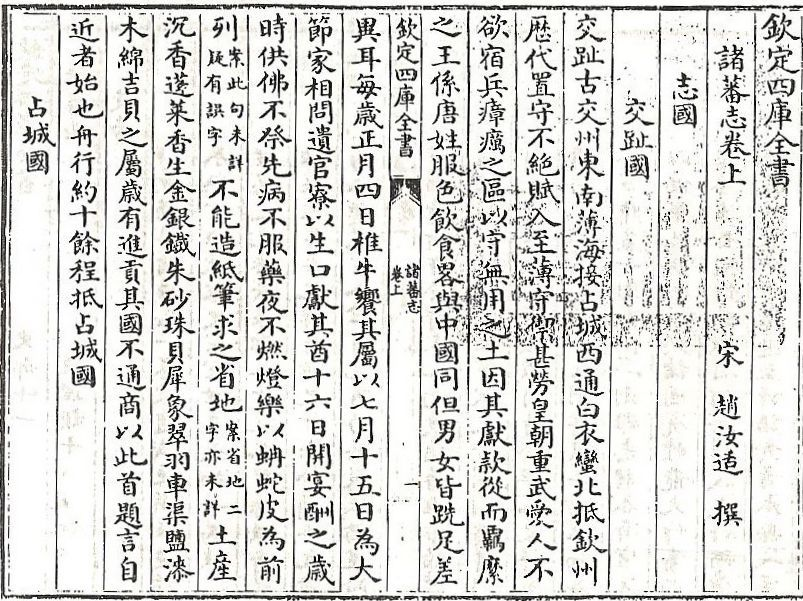
Página do livro

Zhu Fan Zhi (chinês simplificado :诸蕃志; chinês tradicional :諸蕃志; pinyin: Zhū Fān Zhì; Wade–Giles:Chu-fan-chi) é um livro escrito por Zhao Rukuo no século XIII, durante a dinastia Song. Ele reúne descrições de vários países e produtos que vinham de fora da China. A obra é uma fonte importante de informações sobre os povos, os costumes e, principalmente, os produtos que eram comercializados em muitos países do Sudeste Asiático e das regiões ao redor do Oceano Índico na época da dinastia Song.

## Antecedentes
Zhao Rukuo (1170–1231), autor do Zhu Fan Zhi, fazia parte do clã imperial da dinastia Song. Ele foi enviado para a cidade de Quanzhou, na província de Fujian, onde trabalhou como responsável pelo comércio marítimo. Nesse período, teve contato direto com muitos comerciantes de diferentes países. Com base nas conversas que teve com eles e no estudo de mapas antigos, Zhao completou seu livro por volta do ano 1225. Ele escreveu: “Depois que fui designado para este cargo, passei a ler muitos mapas... Registrei os nomes desses países e seus costumes... Deixei de lado os boatos e fiquei apenas com os fatos. Por isso dei ao livro o nome de Zhu Fan Zhi.”
Muitas das informações presentes na obra foram retiradas de livros mais antigos, como Pingzhou Ketan (萍洲可談), escrito por Zhu Yu em 1116, e Yǒuyáng zázǔ (酉陽雜俎)), do século IX, escrito por Duan Chengshi. Zhao também usou bastante a obra Lingwai Daida, de 1178, escrita por Zhou Qufei. Ainda assim, uma parte importante do conteúdo foi reunida por Zhao diretamente a partir de conversas com comerciantes, tanto estrangeiros quanto chineses. Como ele nunca saiu da China, suas informações vieram dessas trocas, ao contrário de outros autores, como Wang Dayuan, da dinastia Yuan, que escreveu Daoyi Zhilüe depois de viajar para outros países. Mesmo assim, o livro de Zhao é considerado uma fonte valiosa sobre os países e produtos do século XIII.
Embora a versão original do livro tenha se perdido, trechos dele foram preservados em outras compilações. Partes do Zhu Fan Zhi foram incluídas na Enciclopédia Yongle, do século XV. Mais tarde, esses trechos foram reunidos por Li Diaoyuan (李調元) em sua coleção chamada Têm Hai (函海), publicada em 1781.

## Conteúdo
O Zhu Fan Zhi é dividido em dois volumes. O primeiro volume descreve vários países e os costumes das pessoas que vivem neles. Já o segundo volume fala sobre os produtos que eram comercializados nesses lugares. Algumas partes do livro trazem histórias lendárias, como a de um enorme pássaro em Madagascar, que seria tão grande que conseguiria engolir um camelo inteiro. É possível que algumas dessas histórias tenham vindo de livros chineses mais antigos, como o Lingwai Daida. Mesmo assim, a maior parte das informações reunidas por Zhao Rukuo é considerada confiável.

### Volume 1
O primeiro volume apresenta descrições de 58 países e regiões.
Entre os países listados estão vários reinos e territórios do Sudeste Asiático, como Jiaozhi (交趾, norte de Vietnã), Champá (占城), Chenla (眞臘, referindo-se ao Império Khmer),  Langkasuka (凌牙斯加), Sanfoqi (三佛齊, Palimbão), Java (闍婆), Pagã (蒲甘, Myanmar) e Mayi (麻逸, Filipinas).
O livro também menciona lugares no Leste Asiático, como Japão, Coreia e Taiwan, além de regiões do sul da Ásia, como Huchala (胡茶辣, atual Guzerate), Nanpi (南毗, região de Malabar) e Zhunian (注輦, Império Chola). Há ainda muitas informações sobre o mundo islâmico e seus produtos, que complementam o que já se sabia pelas fontes chinesas anteriores.
O país chamado Dashi (大食, termo usado para se referir aos árabes) é descrito como um grande império que reunia muitos territórios — 24 são mencionados — com sua capital no Egito. Entre as cidades citadas estão Baida (白達, Bagdá), Wengman (甕蠻, Omã), Majia (麻嘉, Meca), Jicini (吉慈尼, Gásni) e outras.
O livro também traz informações sobre países e regiões da África, como Wusili (勿廝離, Egito) e sua cidade Egentuo (遏根陀, Alexandria), Bipaluo (弼琶囉, Berbera), Zhongli (中理, Somália), Cengba (層拔, Zanzibar), Binouye (que corresponde à Tunísia e à região de Trípoli, na Líbia) e Tuopandi (駞盤地, Damieta, no Egito). Há ainda descrições de locais importantes, como o famoso Farol de Alexandria. 

Sobre o Farol de Alexandria, Zhao Rukuo relata:
"O país de Ou-kön-t’ou (Alexandria) pertence a Wu-ssï-li (Egito). Diz a tradição que, nos tempos antigos, um estrangeiro chamado Tsu-ko-nem (Alexandre, o Grande) construiu uma grande torre à beira-mar. Debaixo dela, cavaram-se duas câmaras escondidas e bem ligadas entre si: uma para guardar grãos, a outra para guardar armas. A torre tinha 200 chang de altura, e quatro cavalos lado a lado podiam subir até dois terços dela. No centro havia um grande poço conectado ao rio. No topo, havia um enorme espelho mágico: se navios inimigos tentassem um ataque surpresa, o espelho os detectava com antecedência, permitindo que as tropas se preparassem a tempo para agir e se defender.” 
O local mais a oeste descrito no livro é Mulanpi (木蘭皮, identificado com Al-Murabitun), que incluía o sul da Espanha. Também é mencionada a ilha de Sicília, no mar Mediterrâneo, registrada como Sijialiye (斯加里野).

### Volume 2
O segundo volume do Zhu Fan Zhi apresenta uma lista de 47 produtos comercializados no início do século XIII. Desses, 22 vinham da Ásia Central e da África. Zhao Rukuo registrou detalhes sobre a origem e o comércio de diversos itens, como o incenso conhecido como Ruxiang, muito valorizado na China e denominado como proveniente da Arábia (Dashi).

Sobre o incenso, Zhao escreveu:
"O Ruxiang ou xunluxiang vem de três regiões do país Dashi: Maloba (Murbat), Shihe (Shihr) e Nufa (Dofar), localizadas nas montanhas mais remotas. A árvore que produz essa resina se assemelha ao pinheiro. Seu tronco é entalhado com um machado, e a resina escorre. Quando endurece, transforma-se em incenso. Depois, o incenso é cortado em pedaços e levado por elefantes até a costa de Dashi. De lá, é embarcado para Sanfoqi, onde é trocado por outros produtos. Por isso, ele também é conhecido como um produto de Sanfoqi".

## Traduções
- 1911 – Friedrich Hirth e William W. Rockhill publicaram uma tradução parcial anotada para o inglês chamada Chau Ju-kua: His Work On The Chinese And Arab Trade In The Twelfth And Thirteenth Centuries, Entitled Chu-fan-chï. Tradução comentada do Zhu Fan Zhi.

- 2020 – Shao-yun Yang lançou uma nova tradução anotada do Volume 1, publicada digitalmente com mapas e imagens chamada A Chinese Gazetteer of Foreign Lands: A New Translation of Part 1 of the Zhufan zhi (1225). Tradução anotada do Volume 1, publicada como um projeto digital na plataforma ArcGIS Story Maps.